# Corkscrew (Cedar Point)
Corkscrew ist eine Stahlachterbahn in Cedar Point (Sandusky, Ohio, Vereinigte Staaten) vom Modell Custom Looping Coaster des Herstellers Arrow Dynamics, die am 15. Mai 1976 eröffnet wurde. Sie war die erste Achterbahn, die mit drei Inversionen ausgestattet wurde und die zweite Achterbahn im modernen Zeitalter mit einem Looping überhaupt. Die Achterbahn eröffnete nur acht Tage nach der Eröffnung der ersten Achterbahn mit einem modernen Looping - Revolution in Six Flags Magic Mountain.
Die Bahn befindet sich zwischen den Achterbahnen Top Thrill Dragster und Magnum XL-200 sowie dem Power Tower. Corkscrew war die erste Achterbahn, bei der sich ein Fußgängerweg unter den Inversionen befindet.

## Fahrt
Nachdem der Operator die pneumatischen Stationsbremsen gelöst hat, rollt der Zug eine kleine Abfahrt herab und in eine 180°-Linkskurve, bis er den 30° steilen, 26 m hohen Kettenlift erreicht. Nachdem der Zug den höchsten Punkt erreicht hat, fährt er bei einem Gefälle von 45° den First Drop hinab und erreicht dabei eine Höchstgeschwindigkeit von 77 km/h. Danach durchfährt der Zug einen kleinen Hügel, der für Airtime bei den Fahrgästen sorgt. Die erste Inversion, der Looping, wird unmittelbar nach dem Hügel durchfahren. Nach einer weiteren Rechtskurve erreicht der Zug die beiden anderen Inversionen – den doppelten Korkenzieher, der sich über dem mittleren Weg des Parks befindet.

## Züge
Corkscrew besitzt drei Züge mit jeweils sechs Wagen. In jedem Wagen können vier Personen (zwei Reihen à zwei Personen) Platz nehmen. Als Rückhaltesystem kommen Schulterbügel zum Einsatz.